# Réunion-Rotschnabelbülbül

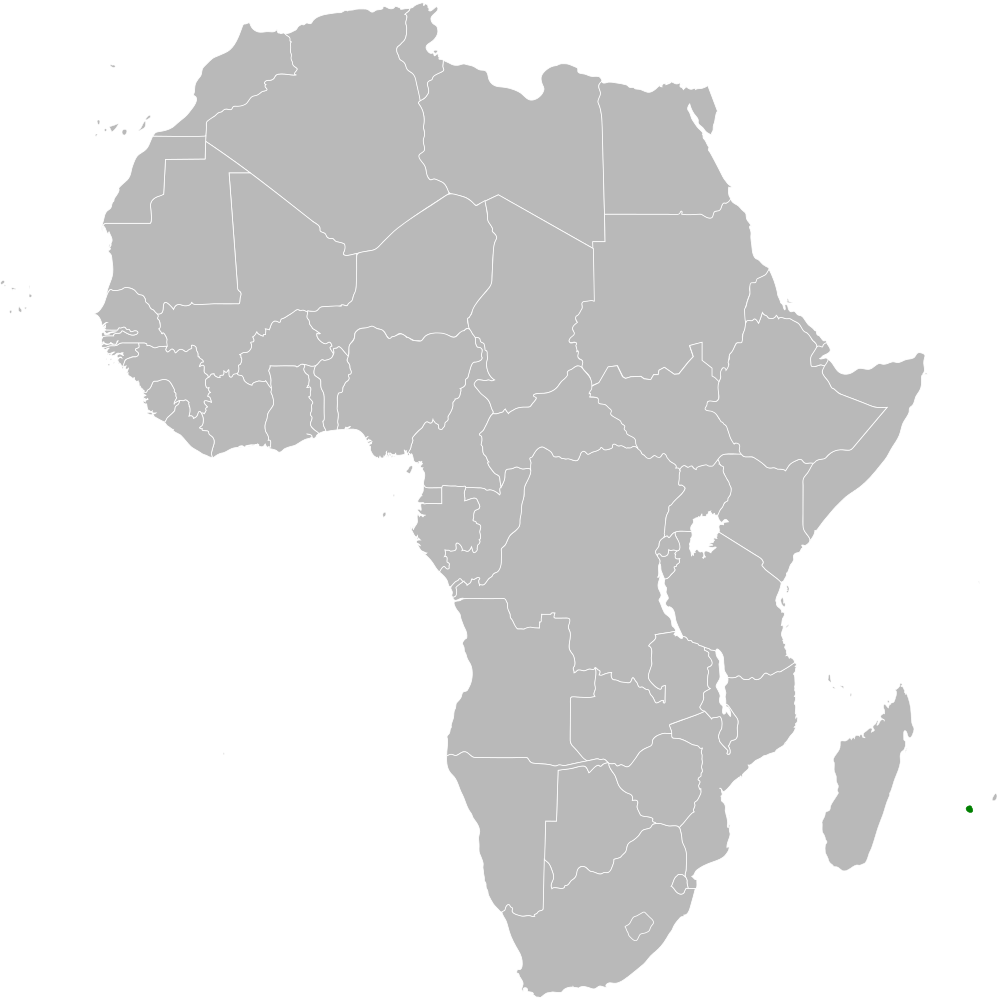
Verbreitung des Réunion-Rotschnabelbülbüls

Der Réunion-Rotschnabelbülbül (Hypsipetes borbonicus), früher als Maskarenenfluchtvogel oder Réunionbülbül bezeichnet, ist eine Vogelart aus der Gattung der Rotschnabelbülbüls, die auf der Insel Réunion endemisch ist.

## Beschreibung
Er sieht dem Mauritius-Rotschnabelbülbül ähnlich, ist aber mit 22 cm etwas kleiner. Er ist größtenteils aschgrau mit einer schwarzen Haube. Die Iris ist auffällig weiß. Schnabel und Füße haben eine orangerote Tönung.

## Lebensweise
Er ist in erster Linie ein Früchtefresser und besonders im Februar und März kommt er aus den Höhenlagen, wo er in den Sekundärwäldern vorkommt, in die Täler und frisst von den reifen Guaven. Nektar, Insekten und kleine Eidechsen bereichern seinen Speiseplan. Während des südlichen Sommers legt das Weibchen zwei Eier in ein kegelförmiges Nest.

## Gefährdung
Sein Bestand ist aufgrund der Konkurrenz mit dem Rotohrbülbül und der Wilderei stark zurückgegangen. In den frühen Tagen Réunions wurde er gejagt und zu festlichen Anlässen als Delikatesse serviert, die mit dem Ortolan vergleichbar war. Noch in den 1970er Jahren hat ihn die  Jagd- und Naturschutzbehörde des Landes als Jagdvogel klassifiziert. Er wird auch als Käfigvogel gehalten.